# 1707年財務法院（蘇格蘭）法令
《1707年財務法院（蘇格蘭）法令》（英語：Exchequer Court (Scotland) Act 1707；6 Ann c 53）是大不列顛國會的一項法令。
截至2010年底，該法令仍在大不列顛部分有效。
該法令第2至6、8至10及14至32條由《1948年成文法編正法令》附表1廢除。

## 外部連結
- The Exchequer Court (Scotland) Act 1707 （页面存档备份，存于）, as amended, from Legislation.gov.uk.